# Polisomnografia

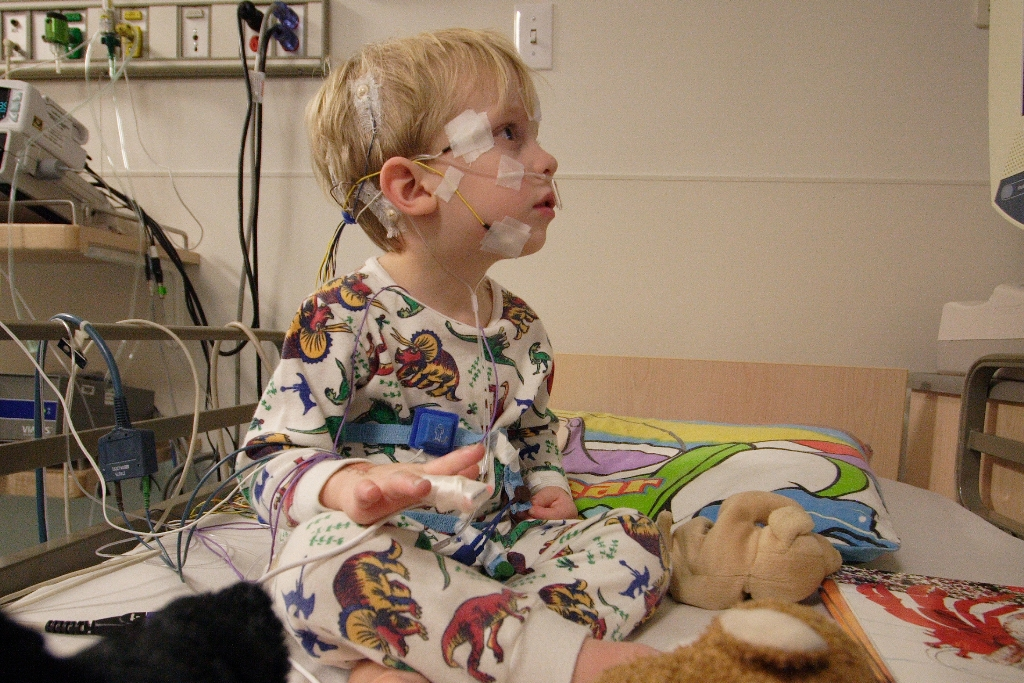
Polisomnografia.

Una polisomnografia (del grec poly, "molts"; somno, "son"; i graphy, "escriptura") és una prova usada en l'estudi del son.

## Descripció
Els estats i les fases del son humà es defineixen segons els patrons característics que s'observen mitjançant l'electroencefalograma (EEG), l'electrooculograma (EOG, un mesurament dels moviments oculars) i l'electromiograma de superfície (EMG). La polisomnografia consisteix en el registre d'aquests paràmetres electrofisiològics que defineixen els estats de son i de vigília.
Permet diagnosticar l'apnea del son.